# Joris van Son

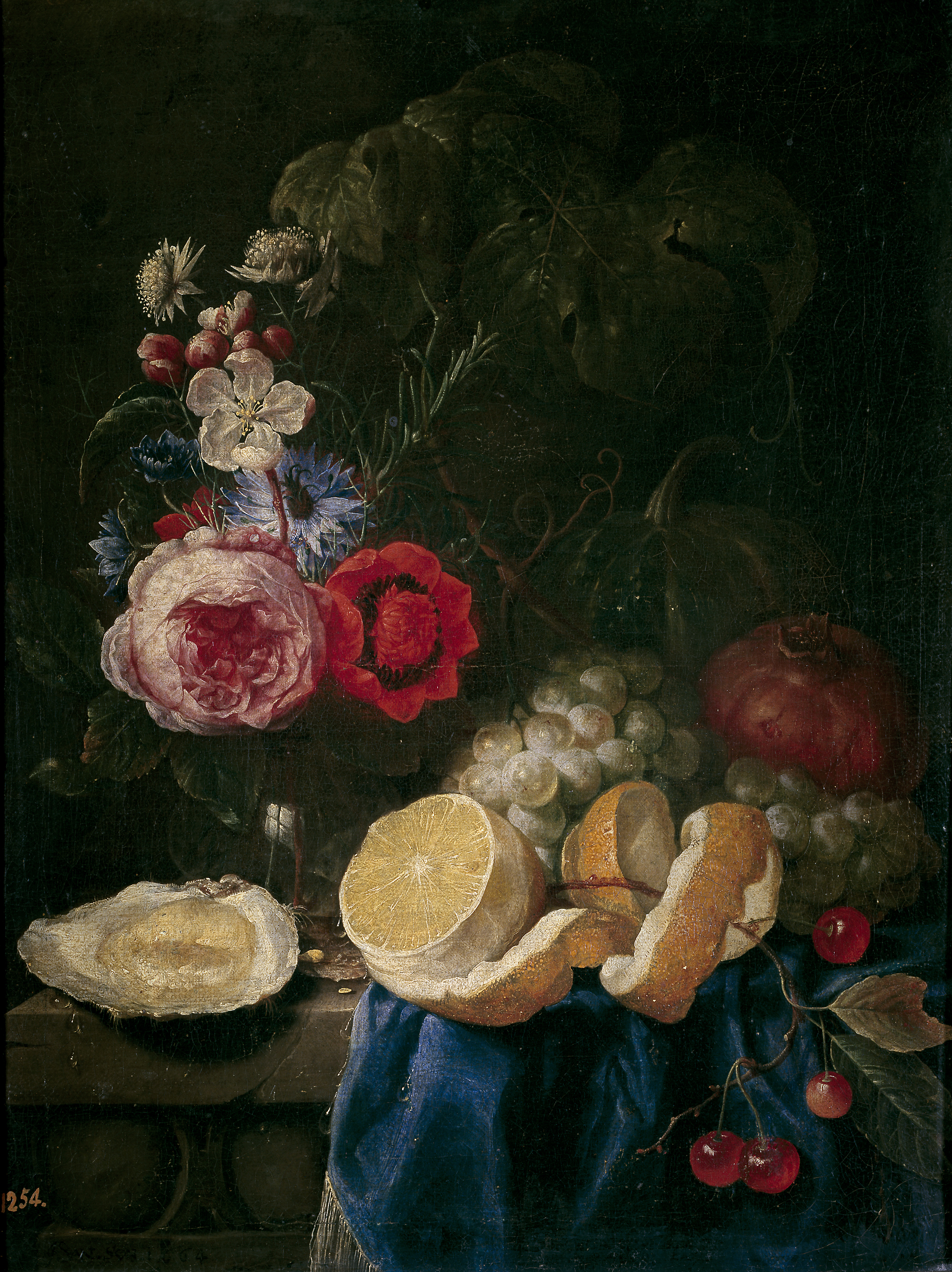
Fruites i flors, oli sobre llenç, 48 x 33 cm, Madrid, Museu del Prado.

Joris van Son (Anvers, 1623 – 1667) fou un pintor barroc neerlandès, especialitzat en bodegons i garlandes de flors.
Batejat a Anvers el 24 de setembre de 1623, va ser admès en el gremi de Sant Lluc de la seva ciutat natal el 1643. S'ignora amb quin mestre va estudiar, però els seus bodegons de desdejuni manifesten la influència de Jan Davidsz de Heem, de qui podria considerar-se seguidor. Els seus colors, amb tot, són més vius i la definició dels objectes és major, advertint-se també en les seves garlandes de flors la influència de Daniel Seghers. Com ocorre amb les d'aquest, les garlandes de Van Son emmarquen freqüentment motius religiosos, com es veu en la Garlanda amb el Sant Sagrament de la catedral de Bruixes o en la Garlanda de fruites envoltant a Sant Miquel, del Museu del Prado. Aquestes figures, si més no en alguna ocasió, van ser el resultat de la contribució d'altres pintors. La col·laboració amb Erasmus Quellinus II, autor d'algunes d'aquestes figures, està documentada. Garlandes amb calaveres i altres motius alegóricos del gènere vanitas pintades per Van Son es documenten a Anvers encara en vida del pintor, el 1666.
Entre els seus deixebles són coneguts Frans van Everbroeck, Jan Pauwel Gillemans II, Cornelis van Huynen i Norbert Montalie. També el seu fill, Jan Frans van Son (1658 - cap a 1704) va ser pintor de bodegons, encara que quan va morir el seu pare no havia complert els nou anys pel que no va poder ser aquest qui li ensenyés l'ofici i es va formar amb Jan Pauwel Gillemans el Vell.